# جائزة أفضل رياضي في إسبانيا
جائزة أفضل رياضي في إسبانيا (بالإسبانية: Premios Nacionales del Deporte)‏, هي جائزة تُمنح لأفضل رياضي ورياضية في إسبانيا كل عام. يقدم الجائزة كل من (بالإنجليزية: Consejo Superior de Deportes)‏ و(بالإنجليزية: Spanish Royal Family)‏.

## روابط خارجية
- Official website
- List of winners نسخة محفوظة 29 مايو 2016 على موقع واي باك مشين.